# De man met de bijl
De man met de bijl is het zestiende stripalbum uit de reeks De torens van Schemerwoude. Het zestiende deel verscheen bij uitgeverij Arboris in 2021. Het album is geschreven en getekend door Hermann Huppen. 

## Verhaal
Het verhaal in de man met de bijl is een afzonderlijk verhaal, gesitueerd in de periode nog voor de eerste cyclus. De hoofdpersoon ridder Aymar bevindt zich op het landgoed van heer Baudran dat grenst aan Schemerwoude. Met Lubin een knecht van Baudran doorkruist hij zijn verloren land dat nu in bezit is van heer Guibert, hij wil het kasteel zien. Aymar loopt echter in een hinderlaag en raakt verwond door Ulrik, een aanvoerder van Guibert. Aymar weet te ontkomen en herstelt van zijn verwondingen. Hij besluit de dorpsbewoners te helpen in hun strijd tegen de onderdrukker Ulrik.